# Iscrizione runica U 678
L'Iscrizione runica U 678 è una pietra runica a Skokloster, nell'Uppland, in Svezia. A causa del disegno inusuale, che sembra di un periodo precedente all'XI secolo, si crede che il maestro runico Fotr utilizzò il disegno già scolpito per incidere le rune.